# Láng Tròn
Láng Tròn là một phường thuộc tỉnh Cà Mau, Việt Nam.

## Địa lý
Phường Láng Tròn có vị trí địa lý:
- Phía đông giáp xã Vĩnh Mỹ
- Phía tây giáp phường Giá Rai
- Phía nam giáp xã Đông Hải và xã Hòa Bình
- Phía bắc giáp xã Vĩnh Phước và xã Vĩnh Thanh.

Phường Láng Tròn có diện tích 106,43 km², dân số năm 2024 là 46.459 người, mật độ dân số đạt 436 người/km².
Quốc lộ 1 đi qua địa bàn phường theo hướng đông - tây với chiều dài khoảng 7 km.

## Hành chính
Phường Láng Tròn được chia thành 23 khóm: 1, 2, 3, 5, 7, 8, 9, 10, 11, 12, 12A, 13, 13A, 14, 15, 15A, 16A, 16B, 17, 18, 19, 20, 21.

## Lịch sử
Sau năm 1975, xã Phong Thạnh Đông thuộc huyện Giá Rai, tỉnh Bạc Liêu.
Ngày 20 tháng 9 năm 1975, Bộ Chính trị ban hành Nghị quyết số 245-NQ/TW về việc hợp nhất tỉnh Bạc Liêu, tỉnh Cà Mau và hai huyện An Biên, Vĩnh Thuận (ngoại trừ 2 xã Đông Yên và Tây Yên) của tỉnh Rạch Giá thành một tỉnh mới, tên gọi tỉnh mới cùng với nơi đặt tỉnh lỵ sẽ do địa phương đề nghị lên.
Ngày 20 tháng 12 năm 1975, Bộ Chính trị ban hành Nghị quyết số 19/NQ về việc hợp nhất tỉnh Bạc Liêu và tỉnh Cà Mau thành một tỉnh mới, tên gọi tỉnh mới cùng với nơi đặt tỉnh lỵ sẽ do địa phương đề nghị lên.
Ngày 24 tháng 2 năm 1976, Chính phủ Cách mạng Lâm thời Cộng hòa miền Nam Việt Nam ban hành Nghị định số 3/NQ/1976 về việc hợp nhất tỉnh Bạc Liêu và tỉnh Cà Mau thành một tỉnh mới, lấy tên là tỉnh Bạc Liêu – Cà Mau. Xã Phong Thạnh Đông thuộc huyện Giá Rai, tỉnh Bạc Liêu – Cà Mau.
Ngày 10 tháng 3 năm 1976, Chính phủ ban hành Nghị quyết về việc thành lập tỉnh Minh Hải trên cơ sở đổi tên tỉnh Bạc Liêu – Cà Mau. Xã Phong Thạnh Đông thuộc huyện Giá Rai, tỉnh Minh Hải.
Ngày 4 tháng 4 năm 1979, Hội đồng Chính phủ ban hành Quyết định số 142-CP về việc chia xã Phong Thạnh Đông thành 5 xã: Phong Nam, Phong Tân, Phong Phú, Phong Quý, Phong Thạnh Đông.
Ngày 13 tháng 4 năm 1991, Ban Tổ chức – Cán bộ của Chính phủ ban hành Quyết định số 183/QĐ-TCCP về việc:
- Sáp nhập xã Phong Nam vào xã Phong Tân.
- Sáp nhập xã Phong Phú và xã Phong Quý vào xã Phong Thạnh Đông.

Ngày 6 tháng 11 năm 1996, Quốc hội ban hành Nghị quyết về việc chia tỉnh Minh Hải thành tỉnh Bạc Liêu, tỉnh Cà Mau. Khi đó, xã Phong Tân và xã Phong Thạnh Đông thuộc huyện Giá Rai, tỉnh Bạc Liêu.
Ngày 25 tháng 8 năm 1999, Chính phủ ban hành Nghị định số 82/1999/NĐ-CP về việc thành lập xã Phong Thạnh Đông A thuộc huyện Giá Rai trên cơ sở 2.691,54 ha diện tích tự nhiên và 15.207 người của xã Phong Thạnh Đông.
Sau khi điều chỉnh địa giới hành chính, xã Phong Thạnh Đông có 2.699 ha diện tích tự nhiên và 6.775 nhân khẩu.
Ngày 16 tháng 7 năm 2014, HĐND ban hành Nghị quyết số 03/NQ-HĐND về việc thành lập ấp 12 thuộc xã Phong Thạnh Đông.
Ngày 15 tháng 5 năm 2015, Ủy ban Thường vụ Quốc hội ban hành Nghị quyết số 930/NQ-UBTVQH13 về việc:
- Thành lập thị xã Giá Rai thuộc tỉnh Bạc Liêu.
- Thành lập phường Láng Tròn thuộc thị xã Giá Rai trên cơ sở toàn bộ 3.320,08 ha diện tích tự nhiên và 17.855 người của xã Phong Thạnh Đông A.
- Xã Phong Tân và xã Phong Thạnh Đông trực thuộc thị xã Giá Rai.

Ngày 23 tháng 11 năm 2020, HĐND tỉnh Bạc Liêu ban hành Nghị quyết số 30/NQ-HĐND về việc sáp nhập Ấp 14 vào Ấp 12.
Tính đến ngày 31/12/2024:
- Phường Láng Tròn có 7 khóm: 1, 2, 3, 7, 8, 12, 13.
- Xã Phong Thạnh Đông có 6 ấp: 9, 10, 11, 12, 13, 15.
- Xã Phong Tân có 10 ấp: 5, 14, 15, 16A, 16B, 17, 18, 19, 20, 21.

Ngày 16 tháng 6 năm 2025, Ủy ban Thường vụ Quốc hội ban hành Nghị quyết số 1655/NQ-UBTVQH15 về việc sắp xếp các đơn vị hành chính cấp xã của tỉnh Cà Mau năm 2025 (nghị quyết có hiệu lực từ ngày 16 tháng 6 năm 2025). Theo đó, sáp nhập toàn bộ 53,85 km² diện tích tự nhiên, quy mô dân số là 16.403 người của xã Phong Tân và toàn bộ 20,40 km² diện tích tự nhiên, quy mô dân số là 8.588 người của xã Phong Thạnh Đông vào toàn bộ 32,18 km² diện tích tự nhiên, quy mô dân số là 21.468 người của phường Láng Tròn thuộc thị xã Giá Rai, tỉnh Bạc Liêu.
Phường Láng Tròn có 106,43 km² diện tích tự nhiên và quy mô dân số là 46.459 người.
Ngày 25 tháng 7 năm 2025, HĐND phường Láng Tròn ban hành Nghị quyết số 14/NQ-HĐND về việc:
- Giữ nguyên 7 khóm: 1, 2, 3, 7, 8, 12, 13  của phường Láng Tròn.
- Đổi tên Ấp 5 thuộc xã Phong Tân cũ thành Khóm 5 thuộc phường Láng Tròn.
- Đổi tên Ấp 9 thuộc xã Phong Thạnh Đông cũ thành Khóm 9 thuộc phường Láng Tròn.
- Đổi tên Ấp 10 thuộc xã Phong Thạnh Đông cũ thành Khóm 10 thuộc phường Láng Tròn.
- Đổi tên Ấp 11 thuộc xã Phong Thạnh Đông cũ thành Khóm 11 thuộc phường Láng Tròn.
- Đổi tên Ấp 12 thuộc xã Phong Thạnh Đông cũ thành khóm 12A thuộc phường Láng Tròn.
- Đổi tên Ấp 13 thuộc xã Phong Thạnh Đông cũ thành Khóm 13A thuộc phường Láng Tròn.
- Đổi tên Ấp 14 thuộc xã Phong Tân cũ thành Khóm 14 thuộc phường Láng Tròn.
- Đổi tên Ấp 15 thuộc xã Phong Tân cũ thành Khóm 15 thuộc phường Láng Tròn.
- Đổi tên Ấp 15 thuộc xã Phong Thạnh Đông cũ thành khóm 15A thuộc phường Láng Tròn.
- Đổi tên Ấp 16A thuộc xã Phong Tân cũ thành Khóm 16A thuộc phường Láng Tròn.
- Đổi tên Ấp 16B thuộc xã Phong Tân cũ thành khóm 16B thuộc phường Láng Tròn.
- Đổi tên Ấp 17 thuộc xã Phong Tân cũ thành khóm 17 thuộc phường Láng Tròn.
- Đổi tên Ấp 18 thuộc xã Phong Tân cũ thành Khóm 18 thuộc phường Láng Tròn.
- Đổi tên Ấp 19 thuộc xã Phong Tân cũ thành Khóm 19 thuộc phường Láng Tròn.
- Đổi tên Ấp 20 thuộc xã Phong Tân cũ thành Khóm 20 thuộc phường Láng Tròn.
- Đổi tên Ấp 21 thuộc xã Phong Tân cũ thành Khóm 21 thuộc phường Láng Tròn.

Phường Láng Tròn có 23 khóm: 1, 2, 3, 5, 7, 8, 9, 10, 11, 12, 12A, 13, 13A, 14, 15, 15A, 16A, 16B, 17, 18, 19, 20, 21.

## Xã hội
Giáo dục: Toàn phường hiện có 1 trường cấp II, có 3 điểm trường cấp I, có 1 trường mẫu giáo.
Các trường học trên địa bàn phường Láng Tròn:
- Trường Mẫu giáo Phong Phú.
- Trường Tiểu học Phong Phú A tại Quốc lộ 1, khóm 3.
- Trường Tiểu học Phong Phú B tại Quốc lộ 1, khóm 1.
- Trường THCS Phong Phú.

Y tế: Phường có một trạm y tế được công nhận đạt chuẩn quốc gia.
Văn hóa: Địa bàn phường Láng Tròn có 2 tôn giáo là Phật giáo có 4 chùa và Đạo Cao đài có 2 nơi thờ tự.

## Giao thông
| - Quốc lộ 1 - 30/4 - Lê Đại - Phạm Văn Ơn - Hà Thanh Giang | - Phạm Văn Hoài - Trần Thị Biện - Võ Thị Bảy - Võ Thị Thắng - Lâm Văn Thê | - Phan Ngọc Hiển - Huỳnh Văn Thiền - Trần Văn Sớm - Nguyễn Khắc Nhượng |